# Dünne (Rhume)
Die Dünne ist ein nördlicher Zufluss der Rhume im Landkreis Northeim.

## Verlauf
Die Quelle der Dünne befindet sich im Ortskern Denkershausens. In einer Urkunde aus dem Jahr 1665 wird das Grundstück als Tile Wallhausens Erbgarten genannt, „allwo ein schöner und continuirlicher Princk befindlich, sich präsentiret“. Der Brunsteiner Amtmann Christian Friedrich Lappe erwirbt das Land von Tile Wallhausen im Tausch von 2,5 (= drittehalb) Morgen Land „beym Denkersheusischen Teiche belegen“ und errichtet dort vier Fischbehälter. In westlicher Richtung mündet der Bach zunächst nach 150 Metern in den Denkershäuser Teich.
In den Jahren 1857–63 wurde die Dünne zwischen der Heerstraße und Teich vertieft, um dessen Wasserspiegel zu senken und somit neues Ackerland für die Denkershäuser Bauern zu gewinnen. Nach der Aufgabe der Wiebrechtshäuser Sägemühle gab es 1928/29 eine erneute Vertiefung um einen Meter.
Oberhalb von Kloster Wiebrechtshausen vereinigt sich die Dünne mit dem von Norden kommenden Uhbach. An der Heerstraße leitete ein Wehr das Wasser zur dortigen Mühle ab. Durch das Kloster fließt die Dünne in südlicher Richtung westlich an Langenholtensen vorbei und nimmt dabei drei kleine, von der Ostseite des Sultmers kommende Bäche auf (am Turmhof, Biebeck am Dünnenkrug, Kassenke).
Unterhalb der Pascheburg verlief der Holtenser Mühlenkanal. In diesen biegt die Dünne fast rechtwinklig in Richtung Holtenser Mühle ab und nimmt dabei das Wasser des von Osten kommenden, ebenfalls umgeleiteten Leimkebaches auf.
Unterhalb der Mühle floss die Dünne am Northeimer Siechenhaus vorbei zur Rhume. Für den Bau der Langen Brücke am Rücking von 1828 bis 1831 wurde die Dünne über einen Kanal umgeleitet, um mithilfe der Wasserkraft, Maschinen anzutreiben.
Seit dem Bau des Hochwasserschutzdeiches 1985 mündet die Dünne in den Altarm der Rhume, der wenige Meter weiter unterhalb des Rhumewehres in die Rhume mündet.

## Namensvarianten und -ursprung
- 1655 Hausbuch des Amtes Brunstein – „ein klein Waßer die Dünne genandt“
- 1678 BeschrBrunst I in dem Waßer die Dünne genant.
- 1754 K 47 Dünne-Bach.
- 1778 Rüling Karte Dünnebach. 1779 ebd. S. 8 und 293 die Dünne.
- 1782 K 78 Dünne Bach (A.18.Jh.) K 90 Dünnebach.
- 1804 Vennigerholz Dünebach
- Spinnstube Jg. 1930 S. 40 Düne.
- FlNGött Dünne. 4-cm-K 4226 Dünnen-Kr(ug)

Der Flussname Dünne dürfte vom Adj. as. thunni „dünn“, mnd. dünne „dünn, schwach, gering“ gebildet sein; vorauszusetzen ist wohl ein einstämmiges FEM. *Thunni „die Dünne“. Der Bach verdankt seinem Namen, dass er nur wenig Wasser führt.
Die Schreibweise mit einem „n“ ist vermutlich auf einen Übertragungsfehler bei der Erstellung von Landkarten zurückzuführen. In einigen alten handschriftlichen Dokumenten wurde der Überstrich verwendet, um eine Buchstabenverdoppelung anzuzeigen – aus Düne (=Dünne) wurde Düne.
Fälschlicherweise wird in Karten die Dünne als Uhbach bezeichnet.

## Fischrechte
Das Fischen vom Aalkasten bis zum Turmhof in der Dünne war ein Recht des Klosters Wiebrechtshausen.